# Dimensione dell'esercito romano durante la seconda guerra punica
Per dimensione dell'esercito romano durante la seconda guerra punica si intendono le modifiche (aumenti e riduzioni nel numero delle sue componenti militari: legioni ed alleati, oltre alla flotta militare) subìte in seguito agli eventi della guerra condotta da Roma contro il cartaginese Annibale, durata quasi un ventennio (dal 218 al 202 a.C.).
Le prime trasformazioni della Repubblica romana si verificarono già durante il conflitto, quando il senato assunse il comando delle operazioni, mostrando come sostiene il Brizzi «una visione strategica chiara nella gestione di una guerra che andava assumendo proporzioni ecumeniche finora sconosciute all'età antica». Il governo di Roma antica evidenziò capacità degne di uno stato maggiore moderno, che si tradussero nel curare ogni singolo dettaglio organizzativo, come quello di stabilire l'entità dei contingenti da inviare nei diversi settori strategici e con essi i loro comandanti; ordinare le leve e richiedere ai socii le necessarie forniture militari.

## Contesto storico
Allo scoppio della seconda guerra punica, memore delle battaglie navali della prima guerra, Roma allestì una flotta di oltre 200 quinqueremi (nel 218 a.C.). La città stessa fornì 24.000 fanti e 1.800 cavalieri (pari a 6 legioni) scelti tra i cittadini romani, oltre a 45.000 fanti e 4.000 cavalieri scelti tra gli alleati (socii), che secondo Polibio rappresentavano ulteriori 9-10 legioni.
Negli anni successivi della guerra, i Romani furono costretti a mettere in campo un esercito crescente di uomini. Nel 216 a.C. furono schierati ben 80.000 fanti e 9.600 cavalieri, pari a 16 legioni romane. Nel 211 a.C. il numero delle legioni raggiunse per quell'epoca la cifra record di 23 legioni nel 212 a.C.-211 a.C. (o più probabilmente 25, come sostiene parte della critica moderna), dislocate in Italia, Illirico, Sicilia, Sardegna, Gallia Cisalpina e di fronte alla Macedonia. Si trattava di una forza pari a circa 100.000/115.000 fanti e 7.000 cavalieri circa (sulla base dei conteggi forniti da Polibio), a cui andava sommata la piccola squadra degli Scipioni in Spagna, la flotta dello Ionio (di 50 navi) e di Sicilia (di 100 navi). Qui di seguito proviamo a ricostruire la dislocazione delle armate romane durante la seconda guerra punica: vinta dai cartaginesi.

## Seconda guerra punica

### 218 a.C.
Secondo quanto ci racconta Tito Livio, i Romani equipaggiarono sei legioni nel 218. Tra i Romani furono arruolati 4.000 fanti e 1.800 cavalieri; tra gli alleati 40.000 fanti e 4.440 cavalieri. A questi contingenti si aggiungevano 220 quinqueremi e venti navi veloci.
Le forze romane furono così divise fra i due consoli ed il pretore in Gallia cisalpina: 
- A Sempronio furono date due legioni, ciascuna delle quali era composta da 4.000 fanti e 300 cavalieri, oltre a 16.000 fanti e 1.800 cavalieri degli alleati (pari a 4 alae), oltre a 160 navi lunghe e 12 navi piccole e veloci.[16] Con queste forze Sempronio fu inviato in Sicilia con l'ordine di passare in Africa, sempre che l'altro console fosse stato sufficiente a tenere lontano dall'Italia Annibale.[17]
- A Cornelio furono assegnate forze minori, poiché egli era supportato in Gallia cisalpina dal pretore Lucio Manlio Vulsone, a capo di un contingente non esiguo;[18] Cornelio ebbe infatti forze marittime ridotte, pari a 60 quinqueremi, in quanto non si riteneva possibile che il nemico sarebbe venuto via mare. A Cornelio vennero quindi date due legioni ed il corrispondente reparto di cavalleria, oltre a 14.000 fanti degli alleati e 1.600 cavalieri (pari ad oltre tre alae).[19]
- A Lucio Manlio fu affidata la provincia di Gallia, esposta anch'essa al pericolo della guerra punica, con un presidio di due legioni e 600 cavalieri romani, oltre a 10.000 fanti e 1.000 cavalieri alleati.[20]

| Anno (inizi) | Esercito consolare (1)                                                           | Esercito consolare (2)                                             | Gallia cisalpina                                  | Sicilia                     | Sardegna       | Spagna                      | Campania       | Apulia         | Grecia e Macedonia | Piceno         | Etruria        | Lucania        | Roma                                                                | TOTALE                                                 |
| ------------ | -------------------------------------------------------------------------------- | ------------------------------------------------------------------ | ------------------------------------------------- | --------------------------- | -------------- | --------------------------- | -------------- | -------------- | ------------------ | -------------- | -------------- | -------------- | ------------------------------------------------------------------- | ------------------------------------------------------ |
| 218 a.C.     | P. Cornelio Scipione (cos.), 2 legioni + 3 alae (Spagna poi la Gallia cisalpina) | Ti. Sempronio Longo (cos.), 2 legioni + 4 alae (Sicilia ed Africa) | Lucio Manlio Vulsone (praetor) 2 legioni + 2 alae | vedi esercito consolare (2) | nessun comando | vedi esercito consolare (1) | nessun comando | nessun comando | nessun comando     | nessun comando | nessun comando | nessun comando | Gaio Atilio Serrano? (praetor urbanus) 1 legione + 1 ala di alleati | 6(-7) legioni + 40.000 fanti e 4.440 cavalieri alleati |

### 217 a.C.
A Roma si procedette all'elezione dei consoli per il 217 a.C.. Si trattava di Gneo Servilio Gemino e Gaio Flaminio Nepote.
Vennero quindi arruolate  nuove legioni per fronteggiare la situazione. La minaccia punica appariva davvero preoccupante e venne decisa la mobilitazione di almeno 11-13 legioni in totale: una venne inviata in Sardegna, due in Sicilia, due vennero poste a difesa di Roma, due vennero mandate in Spagna. Rinforzi arrivarono anche alle quattro legioni accampate nella Gallia Cisalpina e indebolite dalle perdite subite contro Annibale nella battaglia della Trebbia e alle guarnigioni della penisola. Vennero inviate inoltre richieste di aiuto anche a Gerone II, tiranno di Siracusa, il quale mise subito a disposizione dei Romani 500 Cretesi e 1.000 peltasti.
Flaminio, al quale erano toccate in sorte le legioni che svernavano a Placentia, mandò al console uscente Sempronio Longo un editto affinché conducesse l'esercito alle idi di marzo negli accampamenti di Ariminum.
| Anno (inizi) | Esercito consolare (1)                     | Esercito consolare (2)                     | Gallia cisalpina | Sicilia | Sardegna       | Spagna                                                  | Campania       | Apulia         | Grecia e Macedonia | Piceno         | Etruria        | Lucania        | Roma                                               | TOTALE     |
| ------------ | ------------------------------------------ | ------------------------------------------ | ---------------- | ------- | -------------- | ------------------------------------------------------- | -------------- | -------------- | ------------------ | -------------- | -------------- | -------------- | -------------------------------------------------- | ---------- |
| 217 a.C.     | Servilio Gemino (cos.), 2 legioni + 2 alae | Flaminio Nepote (cos.), 2 legioni + 2 alae | ...              | ...     | nessun comando | P. Cornelio Scipione (procos.) insieme al fratello Gneo | nessun comando | nessun comando | nessun comando     | nessun comando | nessun comando | nessun comando | ... (praetor urbanus) 1 legione + 1 ala di alleati | 13 legioni |

### 215 a.C.
Per il 215 a.C. furono eletti consoli Postumio Albino, che era assente in quanto amministrava la provincia della Gallia cisalpina, e Tiberio Sempronio Gracco che in quel momento ricopriva la carica di magister equitum. Furono poi eletti come pretori, Marco Valerio Levino per la seconda volta, Appio Claudio Pulcro, Quinto Fulvio Flacco e Quinto Muzio Scevola. Fatte queste nomine, il dittatore tornò presso il suo esercito che stava svernando nei pressi di Teanum Sidicinum, mentre lasciò a Roma il maestro della cavalleria.
E mentre si stava provvedendo a una nuova riorganizzazione e distribuzione dei comandi delle armate romane, giunse la tremenda notizia di una nuova disfatta, nella quale era stato coinvolto il console designato, Postumio Albino. Egli era caduto in battaglia e l'intero suo esercito era stato completamente annientato in Gallia. Tiberio Sempronio convocò prontamente il senato, esortandolo a non cedere di fronte a sventure minori, quando il coraggio di Roma non si era piegato dopo il disastro di Canne. La guerra contro i Galli doveva essere sicuramente posticipata. Alla vendetta si sarebbe dopo aver sconfitto Annibale.
A Fulvio Fiacco venne attribuita la pretura urbana, mentre a Valerio Levino fu affidato l'incarico di giudicare le controversie fra stranieri. Ad Appio Claudio toccò la provincia di Sicilia ed Muzio Scevola quello della Sardegna, mentre Claudio Marcello ottenne il proconsolato, poiché dopo la battaglia di Canne, fu il solo fra i generali romani ad aver condotto felicemente in Italia la guerra.
A questo punto seguì una relazione di Tiberio Gracco riguardo al numero di fanti e di cavalieri, cittadini ed alleati, che si trovavano a militare sotto le insegne del dittatore; ne seguì una di Marcello riguardo alla consistenza del suo esercito. Fu chiesta inoltre la consistenza delle milizie che si trovavano in Apulia sotto il comando del console Terenzio Varrone. E poiché si ritenne di non essere in grado di costituire due eserciti consolari tanto efficienti per una guerra così importante come quella gallica e annibalica contemporaneamente, il Senato deliberò dì trascurare per quell'anno il settore della Cisalpina, mentre a Tiberio Gracco fu assegnato l'esercito del dittatore. Riguardo agli altri eserciti presenti in Italia:

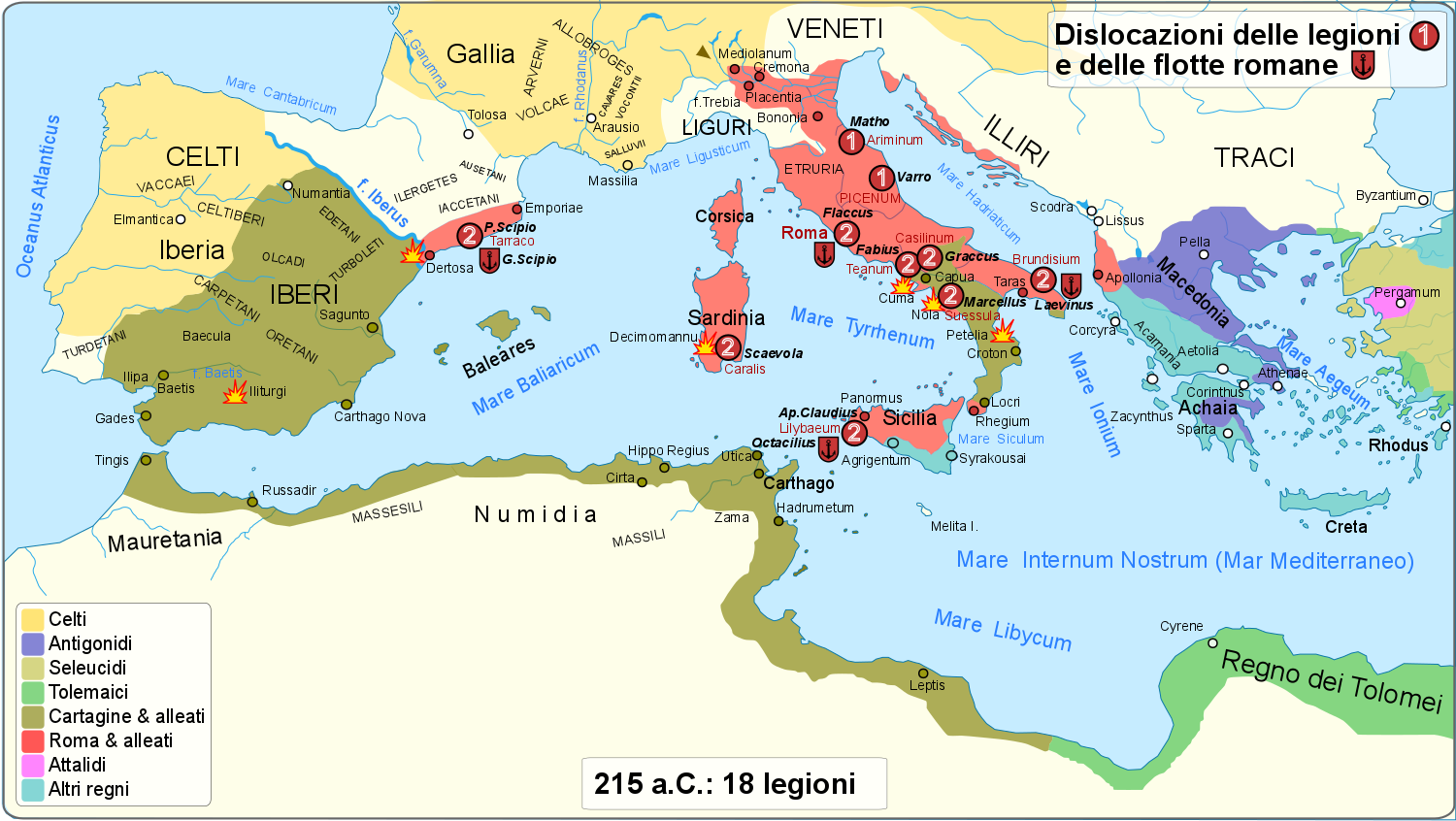
Dislocazione e dimensione delle armate romane nel 215 a.C.
Si trattava di 14-18 legioni romane (e altrettante di socii), oltre a 4 flotte

- venne deliberato che quei soldati di Marcello che provenivano dai reparti fuggiti a Canne, fossero trasferiti in Sicilia dove poter prestare il loro servizio militare, fino a quando fosse durata la guerra in Italia;[38]
- I soldati malati provenienti dalle legioni del dittatore furono mandati in Sicilia, non stabilendo per questi ultimi un numero obbligatorio di anni di servizio militare superiore agli anni del servizio regolare.[39]
- Vennero assegnate le due legioni urbane al console Fabio Massimo,[40] che avrebbe sostituito lo scomparso Postumio Albino; furono richiamate dalla Sicilia due legioni, permettendo al console ancora da eleggere, di prelevare da queste ultime, quanti soldati gli risultassero necessari per completarne i ranghi.[41]
- Al console Terenzio Varrone venne prorogato per un anno il comando che aveva avuto in Apulia, mentre le forze presenti nella sua armata furono confermate.[42] Fu quindi incaricato di fare le leve nell'agro Piceno e rimanere in questa regione a sua difesa.[43]
- Il console Tiberio Sempronio fissò il giorno in cui si dovevano trovare raccolte a Cales le due legioni urbane e che da qui sarebbero state condotte agli accampamenti di Claudio Marcello, a Nola[44] sopra Suessula.[45]
- Le legioni che si trovavano a Cales e che costituivano in buona parte l'esercito di Canne, furono trasferite dal pretore Appio Claudio in Sicilia, mentre quelle siciliane ebbero l'incarico di presidiare Roma.[46]
- Claudio Marcello fu inviato a comandare l'esercito al quale era stato fissato il giorno per l'adunanza a Cales, con l'ordine di condurre con sé le legioni urbane.[47] Prese possesso quindi degli accampamenti che stavano a difesa di Nola, sopra Suessula.[44]
- Tito Mecilio Crotone fu mandato da Appio Claudio per prendere in consegna il vecchio esercito e condurlo in Sicilia.[48] A Otacilio Crasso fu assegnato in Sicilia con l'incarico di comandare la flotta.[49]
- I consoli si divisero fra loro gli eserciti, toccando a Fabio quello di Teanum, che in passato era stato comandato dal dittatore Giunio Pera; a Sempronio, gli schiavi arruolatisi volontariamente, oltre a più di 25.000 alleati.[50]
- Al pretore Valerio Levino furono assegnate le legioni di ritorno dalla Sicilia[44] ed il senato deliberò che si recasse in Apulia per farsi consegnare da Terenzio l'esercito; gli venne quindi ordinato di inviare a Taranto l'esercito di Terenzio con qualche luogotenente.[51] Sempre a Valerio furono date venticinque navi con le quali potesse difendere la costa fra Brindisi e Taranto.[52]
- Al pretore Fulvio Flacco vennero date venticinque navi per proteggere le spiagge più vicine a Roma.[53]

Howard Scullard stima che nel 215 a.C. furono mantenute in mare circa 200 navi da guerra e 50.000 uomini di equipaggio.
E mentre questi avvenimenti accadevano in Italia, in Spagna la guerra procedeva piuttosto attivamente e con esito favorevole ai Romani. I due comandanti, Publio e Gneo Scipione avevano diviso l'esercito tra loro, in modo che a Gneo toccasse quello di terra e a Publio quello di mare.
| Anno (inizi) | Esercito consolare (1)                                                      | Esercito consolare (2)                                                            | Gallia cisalpina                                        | Sicilia                                                                           | Sardegna                                             | Spagna                                     | Campania                                                       | Apulia                                                            | Grecia e Macedonia | Piceno                                        | Etruria        | Lucania        | Roma                                                          | TOTALE        |
| ------------ | --------------------------------------------------------------------------- | --------------------------------------------------------------------------------- | ------------------------------------------------------- | --------------------------------------------------------------------------------- | ---------------------------------------------------- | ------------------------------------------ | -------------------------------------------------------------- | ----------------------------------------------------------------- | ------------------ | --------------------------------------------- | -------------- | -------------- | ------------------------------------------------------------- | ------------- |
| 215 a.C.     | Fabio Massimo (cos.), 2 legioni + 2 alae (a Teanum Sidicinum, poi Suessula) | Sempronio Gracco (cos.), 2 legioni di volones + 5 alae, (Casilinum, Cuma, Lucera) | Pomponio Matone (propraet.) 1 legione (presso Ariminum) | Appio Claudio (praet.), 2 legioni "cannensi" + flotta (Otacilio Crasso) a Lilibeo | Muzio Scevola (praet.), 2 legioni + 2 alae (Caralis) | Publio e Gneo Scipione, 2 legioni + 2 alae | Claudio Marcello (procos.), 2 legioni + 2 alae (Suessula-Nola) | Valerio Levino (praet.), 2 legioni + 2 alae + flotta (Brundisium) | nessun comando     | Terenzio Varrone (procos.), 1 legione + 1 ala | nessun comando | nessun comando | Fulvio Flacco (praet. urbanus), 2 legioni + flotta di 25 navi | 14-18 legioni |

### 214 a.C.

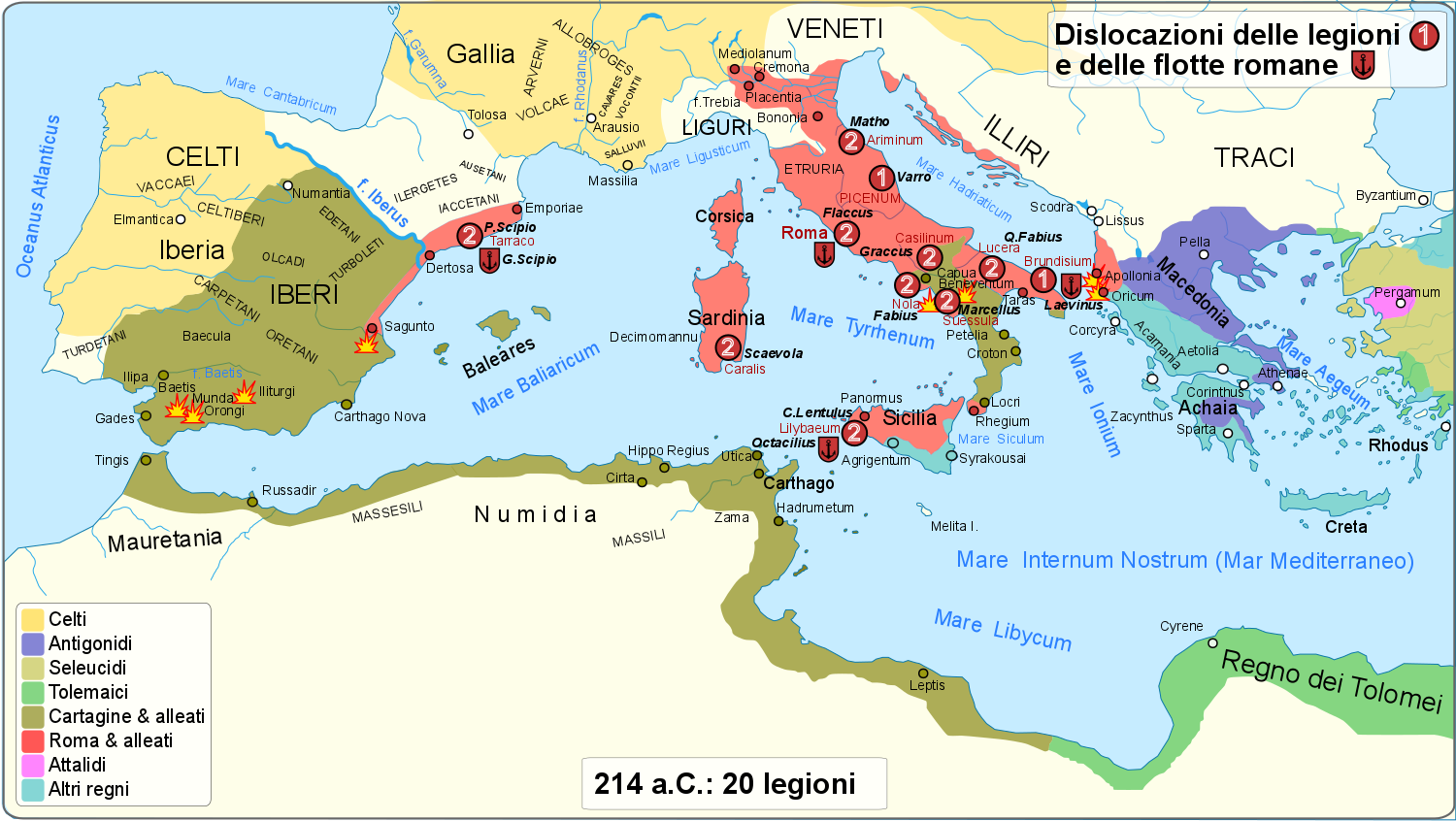
Dislocazione e dimensione delle armate romane nel 214 a.C.
Si trattava di 20 legioni romane (e altrettante di socii), oltre a 4 flotte (pari a 150 navi da guerra)

Per il 214 a.C. furono eletti consoli Quinto Fabio Massimo Verrucoso per la quarta volta e Marco Claudio Marcello per la terza. Quinto Fulvio Flacco fu il solo pretore rieletto. Gli altri furono Tito Otacilio Crasso per la seconda volta, il figlio del console Fabio, che era edile curule, e Publio Cornelio Lentulo. A Quinto Fulvio toccò la provincia urbana di Roma, che governò quando i consoli partirono per la guerra.
Fu prorogato del comando a tutti coloro che erano a capo di un esercito e fu loro ordinato di mantenere le province: Sempronio Gracco a Lucera, dove si trovavano le reclute degli schiavi arruolate (volones), Terenzio Varrone nel Piceno, Pomponio Matone in quello Gallico. Venne deliberato, inoltre, che i pretori dell'anno precedente, Muzio Scevola e Valerio Levino, prorogassero il loro comando come propretori, tenendo il primo la Sardegna e l'altro il litorale di Brindisi (Brundisium), sorvegliando le mosse di re Filippo V di Macedonia. Al pretore Cornelio Lentulo fu assegnata la provincia di Sicilia, mentre a Otacilio Crasso quella stessa flotta che aveva comandato nell'anno precedente contro Cartagine. Fu quindi decretato che la guerra fosse condotta con diciotto legioni (oltre alle due spagnole): 
- ai consoli ne spettavano due per ciascuno;[70]
- anche la Gallia, la Sicilia, la Sardegna dovevano essere dotate di due legioni per ciascuna regione;[70]
- Quinto Fabio, pretore in Apulia, doveva comandarne due, come pure Tiberio Gracco che si trovava al comando di altrettante legioni di schiavi volontari nei pressi di Lucera;[70]
- una legione fu lasciata al proconsole Terenzio Varrone nel Piceno e un'altra a Marco Valerio per la flotta con sede a Brindisi;[71]
- due legioni restavano a difesa di Roma;[71]
- due in Spagna con gli Scipioni.

Per completare il numero delle legioni ne furono arruolate sei nuove. Fu comandato ai consoli di velocizzare questo arruolamento e preparare la flotta con quelle navi che si trovavano a guardia delle spiagge della Calabria, in modo che la flotta complessiva raggiungesse per quell'anno il numero di centocinquanta navi da guerra, cento delle quali nuove. E poiché mancavano i marinai, i consoli, in seguito a una delibera del Senato, disposero che la flotta fosse equipaggiata con marinai pagati e mantenuti con il denaro di privati cittadini.
| Anno (inizi) | Esercito consolare (1)                              | Esercito consolare (2)                                    | Gallia cisalpina                                        | Sicilia                                                                                          | Sardegna                                                | Spagna                                     | Campania                                                               | Apulia                                    | Grecia e Macedonia                                                                  | Piceno                                           | Etruria        | Lucania        | Roma                                                                     | TOTALE                                                           |
| ------------ | --------------------------------------------------- | --------------------------------------------------------- | ------------------------------------------------------- | ------------------------------------------------------------------------------------------------ | ------------------------------------------------------- | ------------------------------------------ | ---------------------------------------------------------------------- | ----------------------------------------- | ----------------------------------------------------------------------------------- | ------------------------------------------------ | -------------- | -------------- | ------------------------------------------------------------------------ | ---------------------------------------------------------------- |
| 214 a.C.     | Fabio Massimo (cos.), 2 legioni + 2 alae (Suessula) | Claudio Marcello (cos.), 2 legioni + 2 alae (presso Nola) | Pomponio Matone (propraet.) 2 legioni (presso Ariminum) | Cornelio Lentulo (praet.), 2 legioni "cannensi"; Otacilio Crasso (praet. e praef. flotta romana) | Muzio Scevola (propraet.), 2 legioni + 2 alae (Caralis) | Publio e Gneo Scipione, 2 legioni + 2 alae | Sempronio Gracco (procos.), 2 legioni di volones + 5 alae, (da Lucera) | Quinto Fabio (praet.), 2 legioni (Lucera) | Valerio Levino (propraet.), 1 legione + 1 ala + flotta di 50 navi (?), (Brundisium) | Terenzio Varrone (procos.), 1 legione + 1 ala(?) | nessun comando | nessun comando | Quinto Fulvio Flacco (praet. urbanus), 2 legioni + flotta di 25 navi (?) | 20 legioni (18 + 2; sei delle quali erano di nuovo arruolamento) |

### 213 a.C.
Per il 213 a.C. furono eletti consoli in absentia, Fabio Massimo per la prima volta (figlio di Quinto Fabio Massimo Verrucoso) e Sempronio Gracco per la seconda. Furono quindi creati pretori quelli che erano edili curuli, Publio Sempronio Tuditano, Fulvio Centumalo e Marco Emilio Lepido.

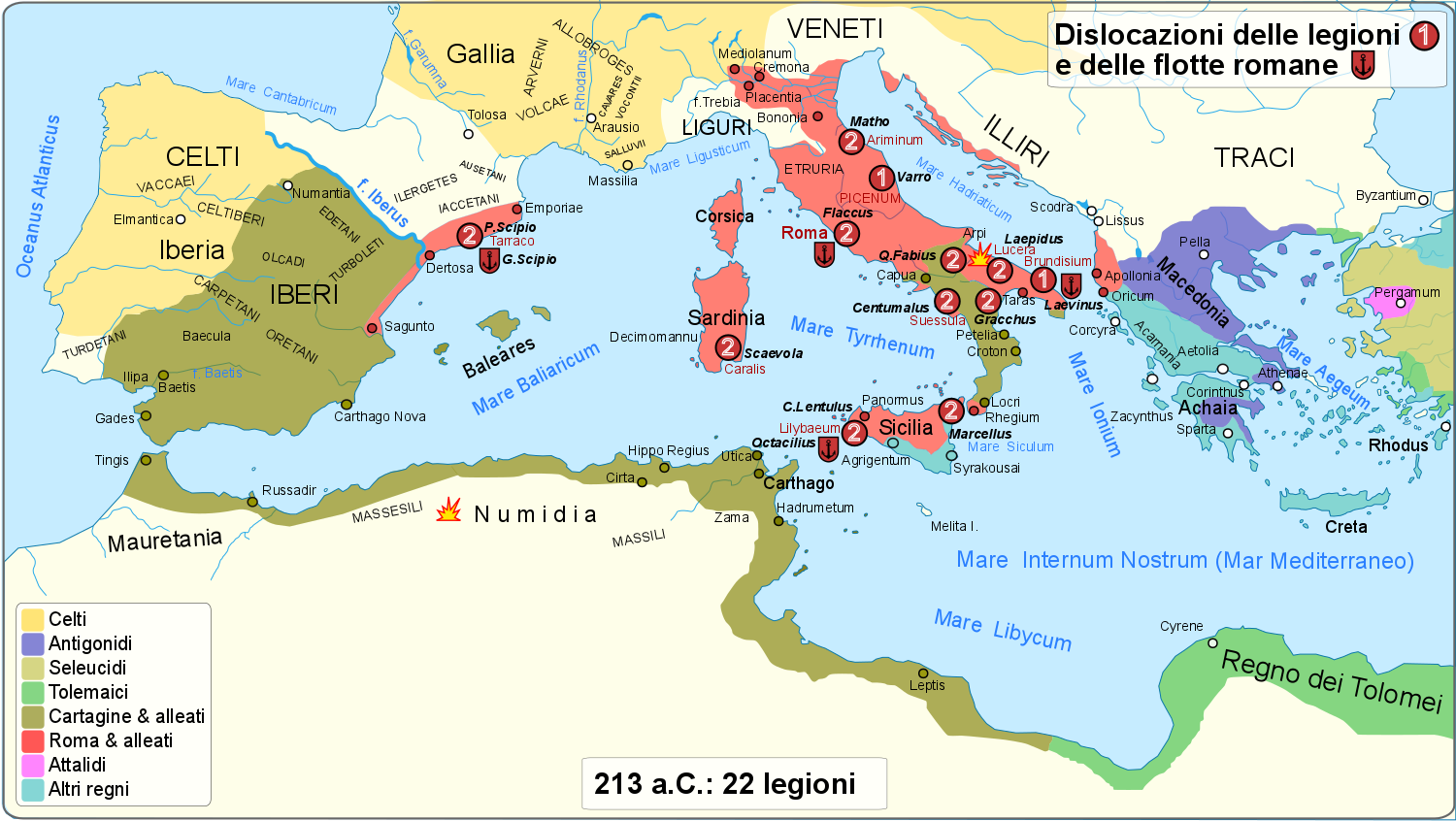
Dislocazione e dimensione delle armate romane nel 213 a.C.
Si trattava di 22 legioni romane (e altrettante di socii), oltre a 4 flotte

La guerra contro Annibale fu affidata ai due consoli. Un esercito fu comandato dallo stesso Sempronio, l'altro dal console Fabio. Ciascun esercito consolare era poi costituito da due legioni ciascuno. Il pretore Emilio Lepido, a cui erano toccate le contese tra i non cittadini, affidò tale incarico al collega Atilio Regolo, pretore urbano, ed assunse il comando della provincia di Lucera, portando con sé le due legioni che il console Quinto Fabio aveva comandato in precedenza quando era pretore.
A Sempronio Tuditano toccò la provincia di Ariminum (Rimini), mentre a Fulvio Centumalo quella attorno a Suessula, con due legioni per ciascuno, in modo che a Fulvio spettassero le legioni urbane, a Tuditano quelle ricevute da Marco Pomponio. Vennero, inoltre, prorogati i comandi degli eserciti nelle altre province: 
- a Claudio Marcello toccò la parte della Sicilia occidentale, dove si trovava il regno di Gerone di Siracusa;[83]
- al propretore Cornelio Lentulo il territorio della vecchia provincia;[83]
- a Otacilio Crasso la flotta;[83]
- a nessuno di questi ultimi tre comandanti furono poi assegnati nuovi eserciti.[83]

Gli altri comandanti furono prorogati anche a:
- Marco Valerio, che mantenne il governo di Grecia e Macedonia insieme alla legione ed alla flotta già in suo possesso dall'anno precedente;[21]
- così come a Muzio Scevola, che ebbe quello della Sardegna, oltre alle due legioni che già gli erano state assegnate;[21]
- ed anche a Terenzio Varrone, a cui toccò nuovamente il Piceno con quella legione che era stata posta al suo comando.[21]

Vennero, infine, arruolate due nuove legioni urbane e ventimila alleati, oltre a completare i ranghi delle altre legioni, prima di muovere da Roma. I consoli partirono quindi: Sempronio verso la Lucania, Fabio verso l'Apulia.
| Anno (inizi) | Esercito consolare (1)                               | Esercito consolare (2)                                   | Gallia cisalpina                                         | Sicilia | Sardegna                                                | Spagna                                     | Campania                                                                 | Apulia                                     | Grecia e Macedonia                                                             | Piceno                                           | Etruria        | Lucania                                    | Roma                                                              | TOTALE                                                |
| ------------ | ---------------------------------------------------- | -------------------------------------------------------- | -------------------------------------------------------- | --- | ------------------------------------------------------- | ------------------------------------------ | ------------------------------------------------------------------------ | ------------------------------------------ | ------------------------------------------------------------------------------ | ------------------------------------------------ | -------------- | ------------------------------------------ | ----------------------------------------------------------------- | ----------------------------------------------------- |
| 213 a.C.     | Fabio Massimo (cos.), 2 legioni + 2 alae (in Apulia) | Sempronio Gracco (cos.), 2 legioni + 2 alae (in Lucania) | Sempronio Tuditano (praet.), 2 legioni (presso Ariminum) | Claudio Marcello (procos.) 2 legioni (presso Syrakousai); Cornelio Lentulo, 2 legioni "cannensi" (?) ("vecchia" provincia); Otacilio Crasso (praef. flotta) | Muzio Scevola (propraet.), 2 legioni + 2 alae (Caralis) | Publio e Gneo Scipione, 2 legioni + 2 alae | Fulvio Centumalo (praet..), 2 legioni di volones + 5 (?) alae (Suessula) | Emilio Lepido (praet.), 2 legioni (Lucera) | Marco Valerio (propraet.), 1 legione + 1 ala + flotta di 50 navi (?), (Oricum) | Terenzio Varrone (procos.), 1 legione + 1 ala(?) | nessun comando | vedi comando consolare di Sempronio Gracco | Atilio Regolo (praet. urbanus), 2 legioni + flotta di 25 navi (?) | 22-23 legioni (arruolandone 2 nuove e 20.000 alleati) |

### 212 a.C.
Per il 212 a.C. furono eletti consoli, Fulvio Flacco per la terza volta e Appio Claudio Pulcro per la prima. E poiché non era opportuno distogliere dalla guerra i precedenti consoli, il console Tiberio Sempronio nominò dittatore Gaio Claudio Centone con l'incarico di indire i comizi, il quale a sua volta nominò magister equitum Fulvio Flacco, poco dopo eletto console. Furono poi eletti pretori Gneo Fulvio Flacco, Gaio Claudio Nerone, Marco Giunio Silano, Publio Cornelio Silla. Conclusi quindi i comizi, il dittatore lasciò la carica.

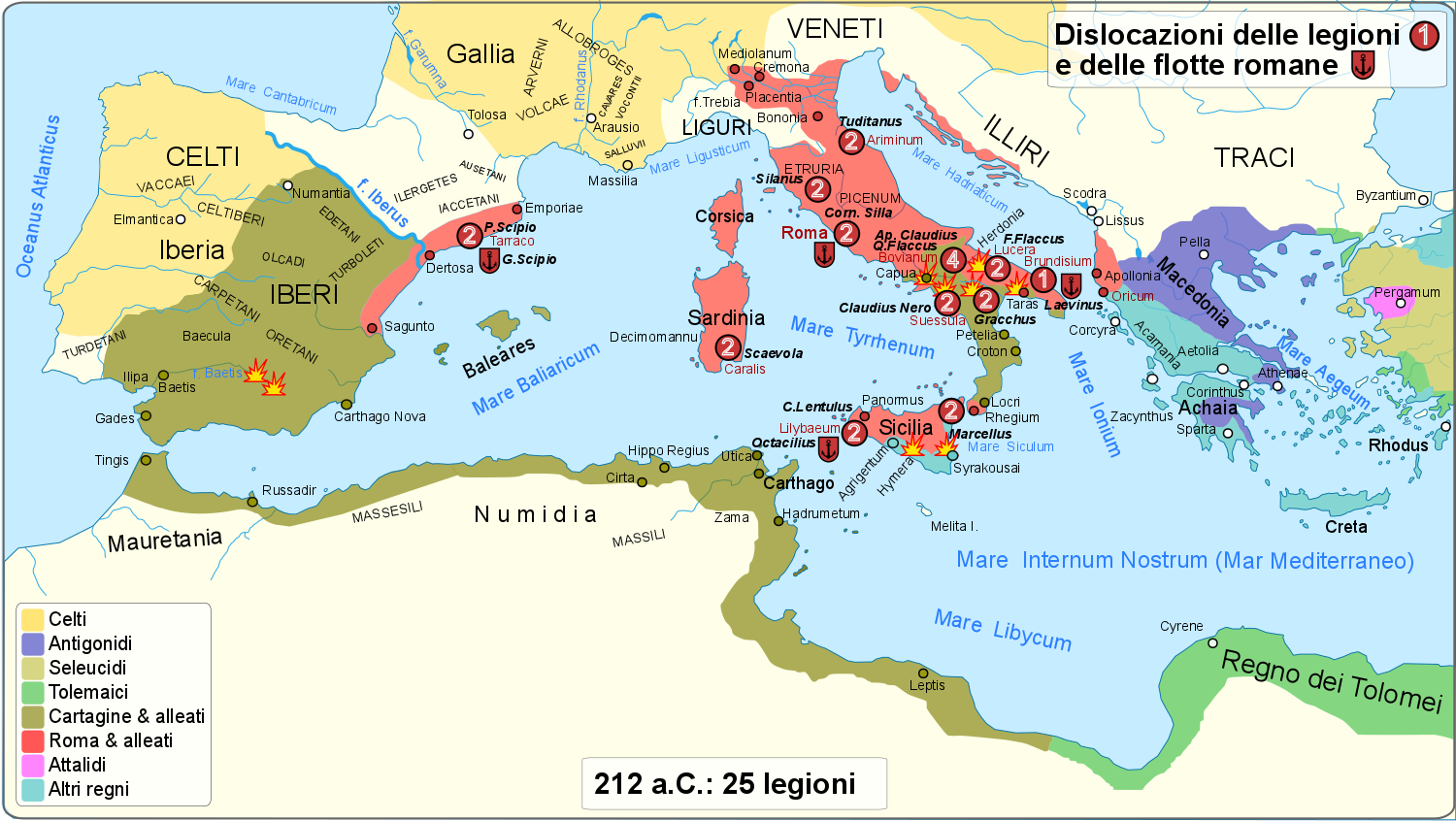
Dislocazione e dimensione delle armate romane nel 212 a.C.
Si trattava di 25 legioni romane (e altrettante di socii), oltre a 4 flotte, una forza di quasi 250.000 armati, mai prima d'ora messa in campo dai Romani; la sconfitta dei due Scipioni in Spagna potrebbe essere avvenuta alla fine del 212 a.C. oppure agli inizi del 211 a.C.

A Publio Cornelio Silla toccò in sorte sia la pretura urbana sia quella straniera (praetor urbanus et peregrinus), che in precedenza spettava solitamente a due persone distinte. Gneo Fulvio Flacco ebbe l'Apulia, Claudio Nerone la Campania antica come quartier generale posto a Suessula e infine Giunio Silano l'Etruria.
Per quanto riguarda le legioni, vennero così distribuite secondo Livio:
- ai consoli venne affidata la guerra contro Annibale ed a ciascuno di loro furono assegnate due legioni, provenienti sia da Fabio, il console dell'anno precedente, sia da Fulvio Centumalo;[93]
- al pretore Fulvio Flacco spettavano le legioni di stanza che a Lucera, che in precedenza erano state poste sotto il comando del pretore Emilio Lepido;[94]
- a Claudio Nerone quella del Piceno, in precedenza posta sotto il comando di Terenzio Varrone;[94]
- ai pretori venne, inoltre, concesso di arruolare dei rinforzi per le legioni;[94]
- a Giunio Silano vennero attribuite per la guerra contro i Tusci le due legioni urbane dell'anno precedente;[94]
- a Sempronio Gracco e a Sempronio Tuditano vennero prorogati i loro comandi nelle province di Lucania e di Gallia, contemporaneamente ai loro eserciti.[95]
- anche a Cornelio Lentulo venne prorogato il comando in Sicilia; a Claudio Marcello rimase il territorio attorno a Siracusa, un tempo appartenuto a Gerone II, mentre Otacilio Crasso ottenne il comando della flotta;[96]
- a Valerio Levino rimase il comando della costa adriatica che dava sulla Grecia;[96]
- a Muzio Scevola rimase quello della Sardegna;[96]
- ai due fratelli Sciupioni, Publio e Gneo, la Spagna.[96]

Alle antiche legioni dell'esercito furono aggiunte dai consoli, due nuove legioni urbane, in modo che per quell'anno, secondo quanto ci tramanda Livio, si ebbero un totale di ventitré legioni, che secondo Clemente e Scullard furono invece venticinque, considerando anche le due dislocate in Spagna.
| Anno (inizi) | Esercito consolare (1)                                                            | Esercito consolare (2)                                                                     | Gallia cisalpina                                                  | Sicilia | Sardegna                                                       | Spagna                                     | Campania                                                        | Apulia                                                    | Grecia e Macedonia                                                                | Piceno         | Etruria                          | Lucania                                                     | Roma                                                            | TOTALE                   |
| ------------ | --------------------------------------------------------------------------------- | ------------------------------------------------------------------------------------------ | ----------------------------------------------------------------- | --- | -------------------------------------------------------------- | ------------------------------------------ | --------------------------------------------------------------- | --------------------------------------------------------- | --------------------------------------------------------------------------------- | -------------- | -------------------------------- | ----------------------------------------------------------- | --------------------------------------------------------------- | ------------------------ |
| 212 a.C.     | Fulvio Flacco (cos.), 2 legioni + 2 alae (destinato alla Apulia; Bovianum; Capua) | Appio Claudio Pulcro (cos.), 2 legioni + 2 alae (destinato alla Campania; Bovianum; Capua) | Publio Sempronio Tuditano (propraet.) 2 legioni (presso Ariminum) | Claudio Marcello (procos.) 2 legioni "cannensi" (presso Syrakousai); Publio Cornelio Lentulo 1-2 legioni (?) ("vecchia" provincia); Tito Otacilio Crasso (praef. flotta) | Quinto Muzio Scevola (propraet.), 2 legioni + 2 alae (Caralis) | Publio e Gneo Scipione, 2 legioni + 2 alae | Gaio Claudio Nerone (praet.), 2 legioni (?) + 2 alae (Suessula) | Gneo Fulvio Flacco (praet.) 2 legioni di volones (Lucera) | Marco Valerio Levino (propraet.), 1 legione + 1 ala + flotta di 50 navi (Oricum?) | nessun comando | Giunio Silano (praet.) 2 legioni | Sempronio Gracco (procos.), 2 legioni + 2 alae (in Lucania) | Publio Cornelio Silla (praet. urbanus et peregrinus), 2 legioni | 23 + 2 (in Spagna?) = 25 |

### 211 a.C.
Per il 211 a.C. furono eletti consoli, Gneo Fulvio Centumalo Massimo e Publio Sulpicio Galba Massimo, entrambi per la prima volta. Furono quindi eletti pretori, Lucio Cornelio Lentulo, Marco Cornelio Cetego, Gaio Sulpicio, Gaio Calpurnio Pisone. A quest'ultimo fu assegnata la giurisdizione civile di Roma, mentre a Sulpicio toccò la Sicilia, a Cetego l'Apulia ed a Lentulo la Sardegna. Contemporaneamente ai consoli del 212 a.C. fu prorogato il comando dell'esercito per un altro anno.

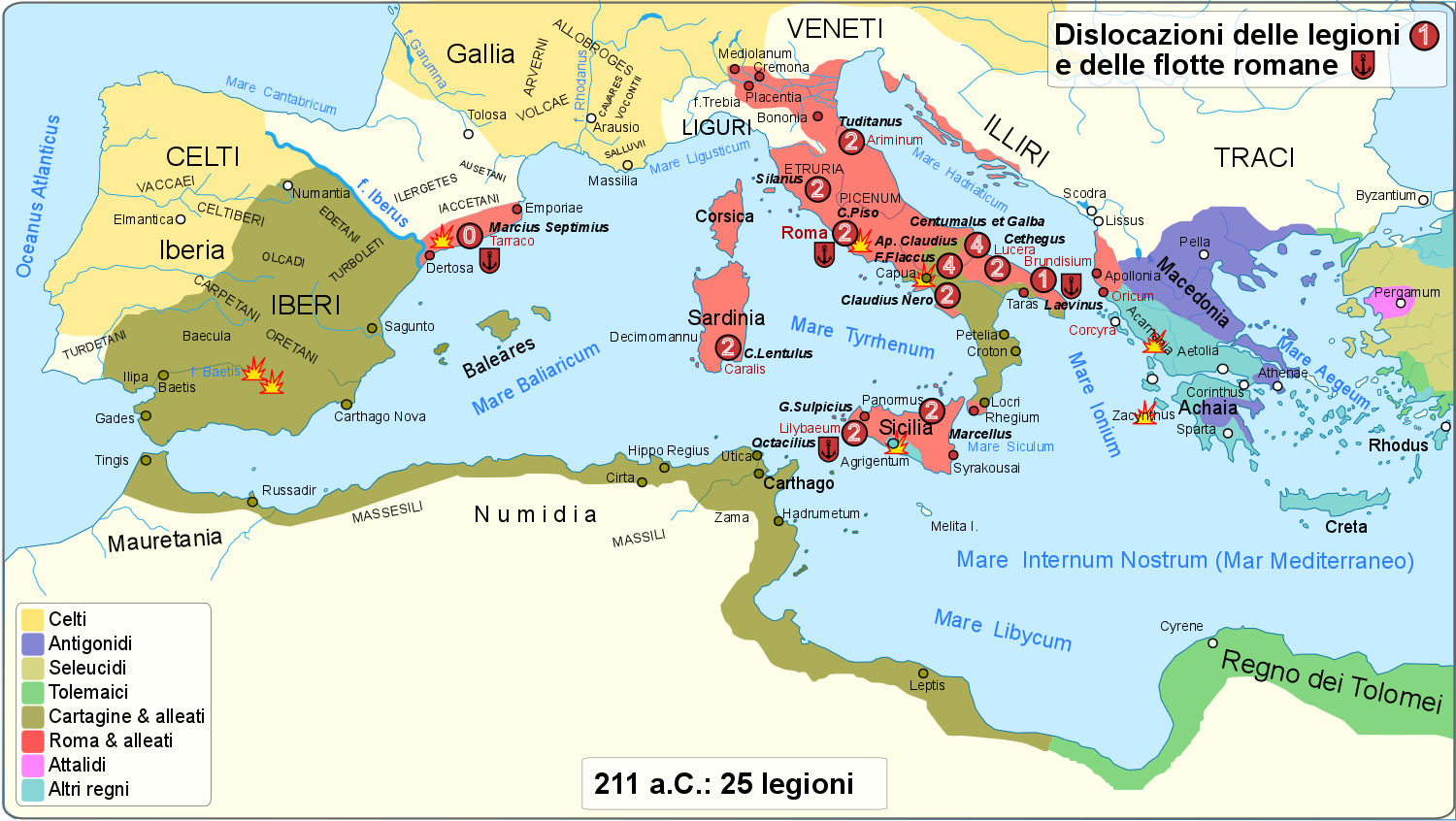
Dislocazione e dimensione delle armate romane nel 211 a.C.
Si trattava ancora di 25 legioni romane (e altrettante di socii), oltre a 4 flotte, una forza di quasi 250.000 armati

I consoli Fulvio Centumalo e Sulpicio Galba, una volta assunta la carica alle idi di marzo, convocarono in Campidoglio il senato per consultarlo riguardo agli affari politici da svolgere, alla condotta della guerra da sostenere, alle province ed agli eserciti da distribuire tra i vari comandi.
Numerosi furono poi i comandi prorogati dall'anno precedente:
- ai consoli del 212 a.C., Fulvio Flacco e Appio Claudio, furono lasciati i comandi e i rispettivi eserciti, con l'obbligo di non allontanarsi dall'assedio di Capua prima di aver espugnato la città;[105]
- ai pretori dell'anno precedente venne prorogato il comando: a Giunio Silano fu affidato nuovamente quello in Etruria, mentre a Sempronio Tuditano quello in Gallia, mantenendo entrambi le due legioni già in loro possesso;[106]
- a Claudio Marcello, in qualità di proconsole, fu richiesto di portare a termine la guerra in Sicilia a capo del vecchio esercito, potendo utilizzare i necessari rinforzi da quelle legioni presenti nell'isola e appartenute al propretore Publio Cornelio, a condizione che non scegliesse alcun soldato a cui il Senato aveva rifiutato il congedo e il ritorno in patria, prima della fine della guerra;[107]
- a Tito Otacilio e Marco Valerio vennero destinate nuovamente le difese dei litorali, rispettivamente di Sicilia e di Grecia, con quelle legioni e quelle flotte, che in passato avevano comandato: vale a dire cento navi per la difesa delle coste siciliane, e cinquanta navi e una legione per il litorale adriatico e della Grecia.[78]

A Gaio Sulpicio, fu assegnato il comando in Sicilia e due legioni, in precedenza poste sotto il comando di Publio Cornelio ed accresciute dai rinforzi dell'esercito proveniente da Gneo Fulvio Flacco, che l'anno precedente era stato vergognosamente sconfitto in Apulia. Riguardo ai sopravvissuti della battaglia di Herdonia, il Senato decretò che, similmente ai soldati di Canne, la fine del servizio militare coincidesse con la fine della guerra. Ad entrambe le legioni venne, inoltre, impedito di svernare nelle città e di porre i propri quartieri d'inverno (hiberna) a una distanza inferiore di diecimila passi dalle stesse.
A Lucio Cornelio Lentulo fu affidata la Sardegna con le sue due legioni, che in precedenza erano state comandate da Muzio Scevola. Venne inoltre ordinato ai consoli di reclutare tutti i rinforzi che reputassero necessari. I Romani in quell'anno misero in campo per la guerra contro Annibale, almeno ventitré legioni secondo Tito Livio, che alcuni studiosi moderni ritengono invece in numero di venticinque, che unite a quelle alleate costituivano una forza complessiva di circa 250.000 soldati.
| Anno (inizi) | Esercito consolare (1)                                             | Esercito consolare (2)                                           | Gallia cisalpina                                           | Sicilia | Sardegna                                                | Spagna                                     | Campania | Apulia                                                 | Grecia e Macedonia                                                                | Piceno         | Etruria                          | Lucania                    | Roma                                         | TOTALE        |
| ------------ | ------------------------------------------------------------------ | ---------------------------------------------------------------- | ---------------------------------------------------------- | --- | ------------------------------------------------------- | ------------------------------------------ | --- | ------------------------------------------------------ | --------------------------------------------------------------------------------- | -------------- | -------------------------------- | -------------------------- | -------------------------------------------- | ------------- |
| 211 a.C.     | Fulvio Centumalo (cos.), 2 legioni + 2 alae (destinato all'Apulia) | Sulpicio Galba (cos.), 2 legioni + 2 alae (destinato all'Apulia) | Sempronio Tuditano (propraet.) 2 legioni (presso Ariminum) | Claudio Marcello (procos.) 2 legioni (presso Syrakousai); Gaio Sulpicio (praetor) 2 legioni ("vecchia" provincia); Tito Otacilio Crasso (praef. flotta di 100 navi) | Cornelio Lentulo (praet.), 2 legioni + 2 alae (Caralis) | Lucio Marcio Settimo 1 legione + 1 ala (?) | Fulvio Flacco (procos.), 2 legioni + 2 alae (Capua); Appio Claudio (procos.), 2 legioni + 2 alae (Capua); Gaio Claudio Nerone (propraet.), 1 (o 2?) legioni + 2 alae (Capua) | Cornelio Cetego (praet.) 2 legioni di volones (Lucera) | Marco Valerio Levino (propraet.), 1 legione + 1 ala + flotta di 50 navi (Oricum?) | nessun comando | Giunio Silano (praet.) 2 legioni | vedi comando consolare (?) | Calpurnio Pisone (praet. urbanus), 2 legioni | 23-25 legioni |

### 210 a.C.
Consoli di quest'anno furono eletti Marco Claudio Marcello, destinato all'Italia meridionale, e Marco Valerio Levino, destinato alla Sicilia. Vennero quindi scelti come pretori Publio Manlio Vulsone, Lucio Manlio Acidino, Gaio Letorio e Lucio Cincio Alimento.

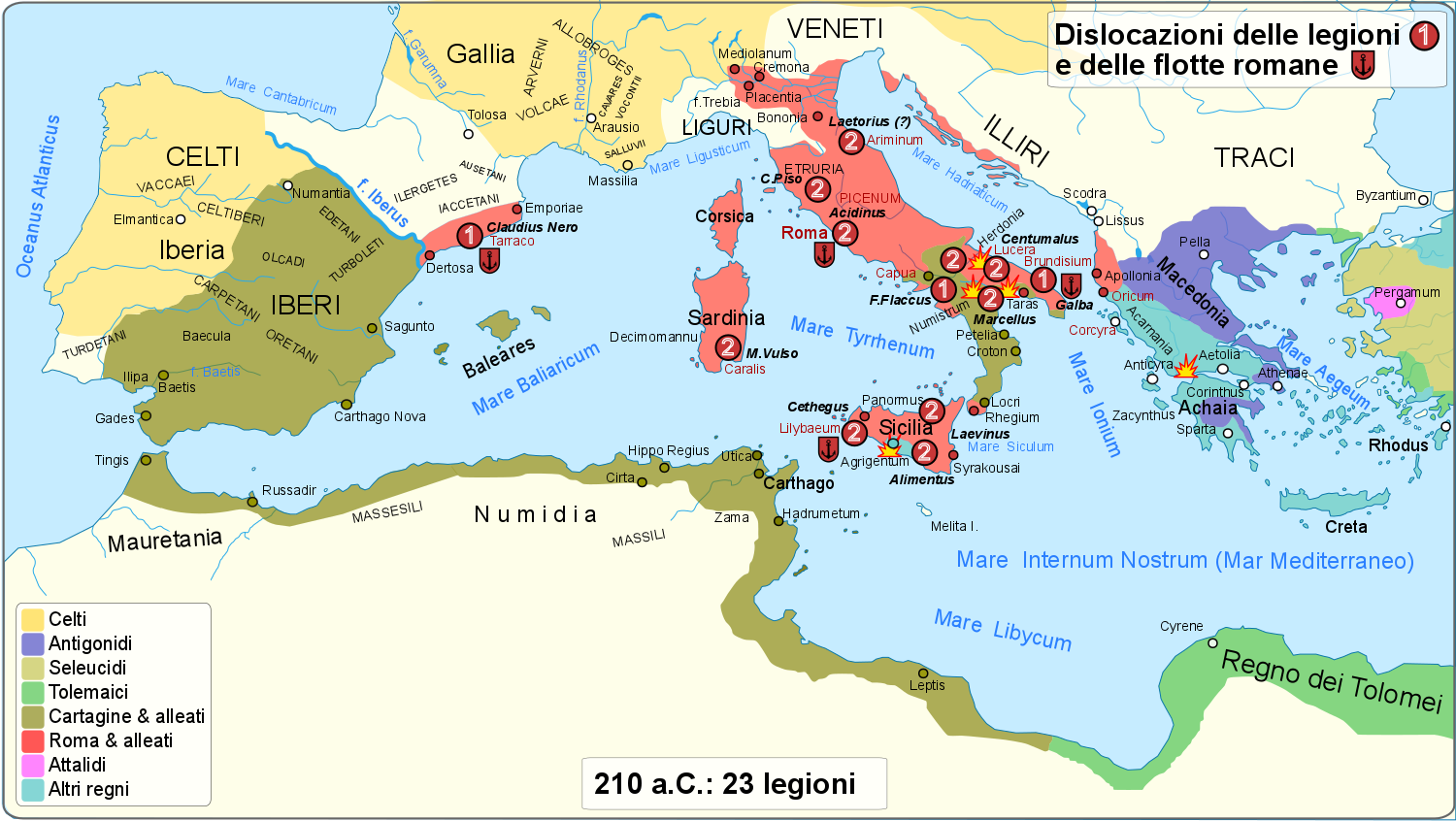
Dislocazione e dimensione delle armate romane nel 210 a.C.
Si trattava di 23 legioni romane (e altrettante di socii), oltre a 4 flotte, una forza di oltre 200.000 armati

I senatori disposero, quindi, che uno dei due consoli avesse il comando militare dell'Italia e della guerra contro Annibale; che l'altro avesse come provincia la Sicilia insieme al pretore L. Cincio e la flotta, a capo della quale si trovava T. Otacilio. Furono quindi assegnati i due eserciti che in precedenza si trovavano in Etruria ed in Gallia, costituiti da quattro legioni, mentre le due legioni reclutate l'anno precedente furono inviate in Etruria. Le due legioni invece che si erano trovate sotto il comando del console P. Sulpicio, vennero trasferite nella Gallia Cisalpina, il cui comando venne assunto dal legatus di quel console a cui era stato assegnato, il comando in Italia. In Etruria fu inviato C. Calpurnio al quale fu prorogato il comando come propretore, come pure a Q. Fulvio venne prorogato il comando a Capua per un altro anno. L'esercito di quest'ultimo fu ridotto nella sua consistenza, sia tra i cittadini romani sia tra gli alleati, da due legioni a una soltanto, ma composta da cinquemila fanti e trecento di cavalleria. Vennero, pertanto congedati coloro che avevano attivo un lungo servizio di ferma militare, mentre tra i contingenti alleati non rimasero che settemila fanti e trecento cavalieri. Nel congedare i veterani si tenne presente l'anzianità del loro servizio.
A P. Sulpicio fu ordinato di congedare l'intero suo esercito ad eccezione degli equipaggi delle navi forniti dalle città alleate. Venne poi ordinato al console che, una volta giunto in Sicilia, congedasse l'esercito che in precedenza era stato comandato da Marco Cornelio. Al pretore L. Cincio furono assegnate in Sicilia le due legioni con i reduci della battaglia di Canne. Il Senato decretò altre due legioni per la Sardegna al pretore Manlio Vulsone, quelle che già nel precedente anno si trovavano in questa provincia ed erano state poste sotto il comando di L. Cornelio. Vennero, infine, incaricati i consoli di reclutare le legioni urbane, evitando di arruolare chiunque avesse fatto parte in precedenza dell'esercito di M. Claudio Marcello, di M. Valerio Levino, di Q. Fulvio Flacco, in modo tale che per il 210 a.C. non vi fossero più di ventun legioni romane. Queste ventuno legioni secondo Connolly rappresentavano solo gli eserciti presenti nella penisola italica e in Sicilia; non erano quindi contemplate quelle spagnole, nel qual caso il totale complessivo era di ventitré.
| Anno (inizi) | Esercito consolare (1)                                                              | Esercito consolare (2)                                                              | Gallia cisalpina                                                    | Sicilia                                                                                    | Sardegna                                                    | Spagna                                                                                   | Campania                                              | Apulia                                                      | Grecia e Macedonia                                                  | Piceno         | Etruria                                     | Lucania        | Roma                                       | TOTALE        |
| ------------ | ----------------------------------------------------------------------------------- | ----------------------------------------------------------------------------------- | ------------------------------------------------------------------- | ------------------------------------------------------------------------------------------ | ----------------------------------------------------------- | ---------------------------------------------------------------------------------------- | ----------------------------------------------------- | ----------------------------------------------------------- | ------------------------------------------------------------------- | -------------- | ------------------------------------------- | -------------- | ------------------------------------------ | ------------- |
| 210 a.C.     | Marco Claudio Marcello (cos.) 2 legioni + 2 alae (destinato all'Italia meridionale) | Marco Valerio Levino (cos.) 2 legioni + 2 alae + la flotta (destinato alla Sicilia) | Gaio Letorio? (praet. e legatus di Marcello) 2 legioni(ad Ariminum) | Marco Cornelio Cetego (propraet.) 2 legioni; Cincio Alimento (praet.) 2 legioni "cannensi" | Publio Manlio Vulsone (praet.) 2 legioni + 2 alae (Caralis) | Claudio Nerone fu sostituito a fine anno da Cornelio Scipione 1-(2) legioni + 1-(2) alae | Q.Fulvio Flacco (procos.), 1 legione + 1 alae (Capua) | Gneo Fulvio Centumalo Massimo (procos.), 2 legioni + 2 alae | P.Sulpicio Galba (procos.) flotta di 50 navi + 1 legione (Corcira?) | nessun comando | Gaio Calpurnio Pisone (propraet.) 2 legione | nessun comando | Manlio Acidino (praet. urbanus), 2 legioni | 21-23 legioni |

### 209 a.C.
Tito Livio ricorda che gli eserciti consolari vennero divisi come segue: a Fulvio spettarono le due legioni che Marco Valerio Levino aveva in Sicilia, mentre Fabio Massimo quelle che Calpurnio Pisone aveva comandato in Etruria nel 210 a.C. Si dispose, inoltre, che l'esercito del pretore urbano sostituisse quello dell'Etruria e che Calpurnio Pisone continuasse ad essere a capo della provincia e dell'esercito come l'anno precedente. Il console Fulvio affidò al fratello, il legatus Gneo Fulvio Flacco, l'esercito urbano affinché lo conducesse in Etruria, con l'ordine di riportare a Roma le legioni che qui si trovavano.
Tito Quinzio Crispino ottenne il comando di Capua e dell'esercito che aveva avuto in precedenza Q. Fulvio Flacco (1 legione), mentre Gaio Ostilio Tubulo ricevette la provincia e l'esercito da Gaio Letorio, che allora si trovava ad Ariminum (Rimini).
A Marco Claudio Marcello furono assegnate le stesse legioni con le quali aveva condotto la guerra l'anno precedente come console. Marco Valerio Levino e Lucio Cincio, ottennero la proroga del comando in Sicilia ed l'esercito di Canne, con l'ordine di completarlo con i soldati sopravvissuti dalle legioni di Gneo Fulvio. I consoli, una volta averli cercati e riuniti, li mandarono in Sicilia per ordine del Senato. A questi soldati fu applicata la stessa punizione ignominiosa che aveva colpito le legioni Cannensi, poiché erano fuggiti in modo vergognoso. E sempre i consoli, prima di recarsi nelle loro rispettive province, reclutarono due legioni urbane, ciò che era necessario per rinforzare l'intero apparato militare romano.
A Gaio Aurunculeio furono assegnate le stesse legioni presenti in Sardegna con le quali Publio Manlio Vulsone aveva governato quella provincia. Anche a Publio Sulpicio fu prorogato il comando di un altro anno con la stessa legione e la stessa flotta con le quali aveva controllato la Macedonia. Fu, inoltre, disposto venissero inviate trenta quinquererni a Taranto dalla Sicilia al console Fabio Massimo. Con l'altra parte della flotta, Valerio Levino poteva o condurre una campagna in Africa per depredare quei territori, oppure inviarvi, a sua discrezione, Lucio Cincio o Marco Valerio Messalla.
Il console Fabio Massimo ordinò al figlio Quinto Massimo di recuperare i resti dell'esercito di Fulvio Centumalo, circa 4.334 soldati, e di condurli al proconsole Marco Valerio, ricevendo in cambio da questi due legioni e trenta quiqueremi. Queste legioni, una volta condotte via dall'isola, non diminuirono in realtà il potenziale militare della provincia siciliana. Di fatto oltre alle due vecchie legioni a pieni ranghi, Levino poté disporre di una grande quantità di disertori Numidi, tra fanti e cavalieri. Erano, inoltre, stati reclutati anche delle forze indigene nell'isola, uomini che in passato avevano militato nell'esercito di Epicide o in quello dei Cartaginesi. Levino riuscì a mantenere con l'aggiunta di queste milizie straniere, almeno all'apparenza, le forze pari a due eserciti; comandò quindi a Lucio Cincio di difendere con uno di questi la parte dell'isola orientale, dove una volta sorgeva il regno di Gerone di Siracusa. Levino avrebbe invece presidiato con l'altro esercito la parte dell'isola ad Occidente. Anche la flotta di settanta navi fu spartita in modo da difendere l'intero litorale dell'isola.
Riguardo, infine, alla Spagna il comando venne prorogato ancora a Publio Cornelio Scipione, il quale insieme a Marco Giunio Silano ottenne un comando non per un solo anno, ma fino a quando non fossero stati richiamati dal senato. Questa fu in sostanza la distribuzione dei comandanti nelle loro province e degli eserciti.
| Anno (inizi) | Esercito consolare (1)                                                            | Esercito consolare (2)                                                   | Gallia cisalpina                            | Sicilia | Sardegna                                               | Spagna                                                      | Campania                                                   | Apulia                                              | Grecia e Macedonia                                                | Piceno         | Etruria                                     | Lucania        | Roma                                          | TOTALE     |
| ------------ | --------------------------------------------------------------------------------- | ------------------------------------------------------------------------ | ------------------------------------------- | --- | ------------------------------------------------------ | ----------------------------------------------------------- | ---------------------------------------------------------- | --------------------------------------------------- | ----------------------------------------------------------------- | -------------- | ------------------------------------------- | -------------- | --------------------------------------------- | ---------- |
| 209 a.C.     | Fabio Massimo (cos.) 2 legioni + 2 alae + flotta di 30 navi (destinato a Taranto) | Fulvio Flacco (cos.) 2 legioni + 2 alae (destinato in Lucania e Bruzzio) | Veturio Filone (praet. peregrinus 2 legioni | Levino (proconsul.) + Lucio Cincio (propraet.) + Messalla 2 legioni "cannensi" + 2 legioni (una delle quali "erdoniese") + flotta di 70 navi | Gaio Aurunculeio (praet.) 2 legioni + 2 alae (Caralis) | Publio Cornelio Scipione + Giunio Silano 2 legioni + 2 alae | Tito Quinzio Crispino (praet.), 1 legione + 1 alae (Capua) | Marco Claudio Marcello (procos.) 2 legioni + 2 alae | Sulpicio Galba (procos.) flotta di 50 navi e 1 legione (Corcira?) | nessun comando | Gaio Calpurnio Pisone (propraet.) 2 legioni | nessun comando | Gaio Ostilio Tubulo (praet. urbanus 2 legioni | 21 legioni |

### 208 a.C.
Lo storico inglese Howard Scullard ritiene che il numero delle legioni degli anni 210-208 a.C. fu ridotto fino a ventuno, mentre lo storico francese André Piganiol sostiene che la flotta romana portò a 280 l'effettivo delle sue imbarcazioni militari, nel 208 a.C.

### 207 a.C.
Secondo gli storici moderni Scullard e Piganiol, il numero delle legioni risalì a ventitré durante la crisi del 207 a.C. A partire da questa data, Roma poté gradualmente ridurre i suoi effettivi in Spagna, nei Balcani e in Italia, tanto che il numero delle legioni attive rimase tra le quindici e le venti unità.

### 206 a.C.
Secondo lo Scullard, il numero delle legioni scese a venti nel 206 a.C.

### 205 a.C.
Lo storico francese André Piganiol sostiene che la flotta romana ridusse a 100 l'effettivo delle sue imbarcazioni militari, nel 205 a.C.